# Kościół Podwyższenia Krzyża w Wiadrowie
Kościół Podwyższenia Krzyża w Wiadrowie – zabytkowy kościół wybudowany w Wiadrowie – wsi w Polsce, w województwie dolnośląskim, w powiecie jaworskim, w gminie Paszowice.
Kościół filialny zbudowany w XIII w., przebudowany w XVII-XIX w. Obok cmentarz przykościelny. Na ścianach świątyni epitafia z herbami szlacheckimi, m.in.:
- Günzela starszego Reibnitza (zm. 1572)[3]
  - ojcowskie (po lewej), von: Reibnitz
  - matczyne (po prawej), von: Predel, Niebelschütz
- Kathariny  Schindel (zm. 1572)[4], zamężnej z Reibnitz 
  - ojcowskie (po lewej), von: Schindel
  - matczyne (po prawej), von: Niebelschütz, Stosch
- Günzela młodszego von Reibnitz, (zm. 1596)[5]
  - ojcowskie (po lewej), von: Reibnitz
  - matczyne (po prawej), von: Bock[6], Niebelschütz
- Fridricha von Borschnitz (zm. 1606)
  - ojcowskie (po lewej), von: Borschnitz, Nimptsch, Schenck, Redern
  - matczyne (po prawej), von: Czettritz, Dohna, Reibnitz, Bischofsfeld
- Anny Reibnitz, żony von Borschnitz
  - ojcowskie (po lewej), von: Reibnitz, Predel (?), Bock (?), Niebelschütz
  - matczyne (po prawej), von: Schindel, Stosch, Niebelschütz, X
- Anny von Reibnitz (zm. 1614) zamężnej z von Buchta
  - ojcowskie (po lewej), von: Reibnitz, Seidlitz
  - matczyne (po prawej), von: Nimptsch, Brauchitsch
- Catariny von Reibnitz (zm. 1612)
  - ojcowskie (po lewej), von: von Nimptsch, Czettritz
  - matczyne (po prawej), von: Brauchitsch, Prittwitz.
- Hedwig  von Buchta (zm. 1612) zamężnej z von Reibnitz
  - ojcowskie (po lewej), von: Buchta, Bilitsch
  - matczyne (po prawej), von: Grudschreiber
- Davida von Reibnitz (dziecka), (zm. 1618)
  - ojcowskie (po lewej), von: Reibnitz
  - matczyne (po prawej), von: Gellhorn
- Friedrich von Reibnitz (dziecka), (zm. 1622)
  - ojcowskie (po lewej), von: Reibnitz
  - matczyne (po prawej), von: Gellhorn
- Hedwige von Reibnitz (dziecka), (zm. 1626)
  - ojcowskie (po lewej), von: Reibnitz
  - matczyne (po prawej), von: Gellhorn[7]

## Galeria

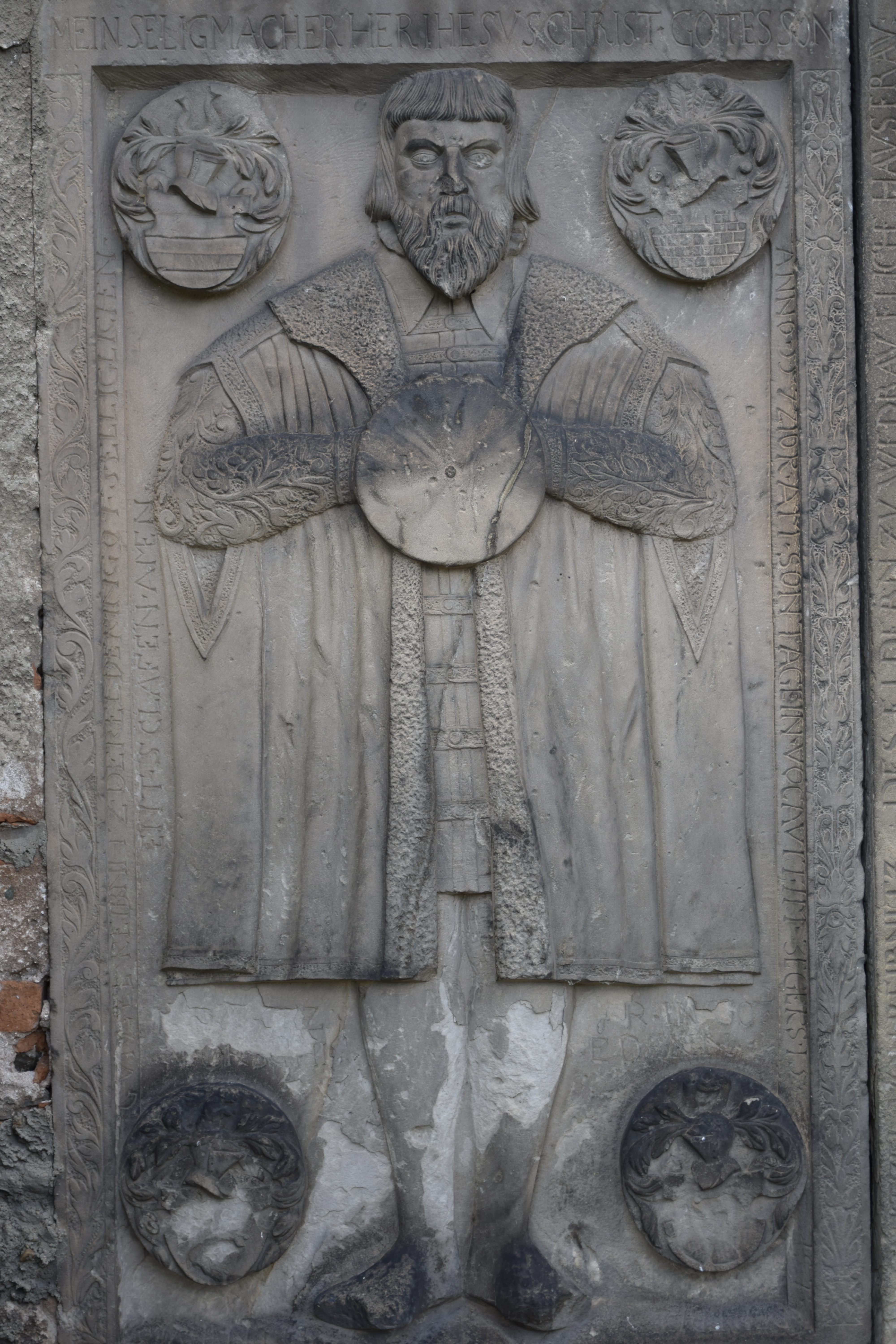
Epitafium Günzela st. Reibnitza
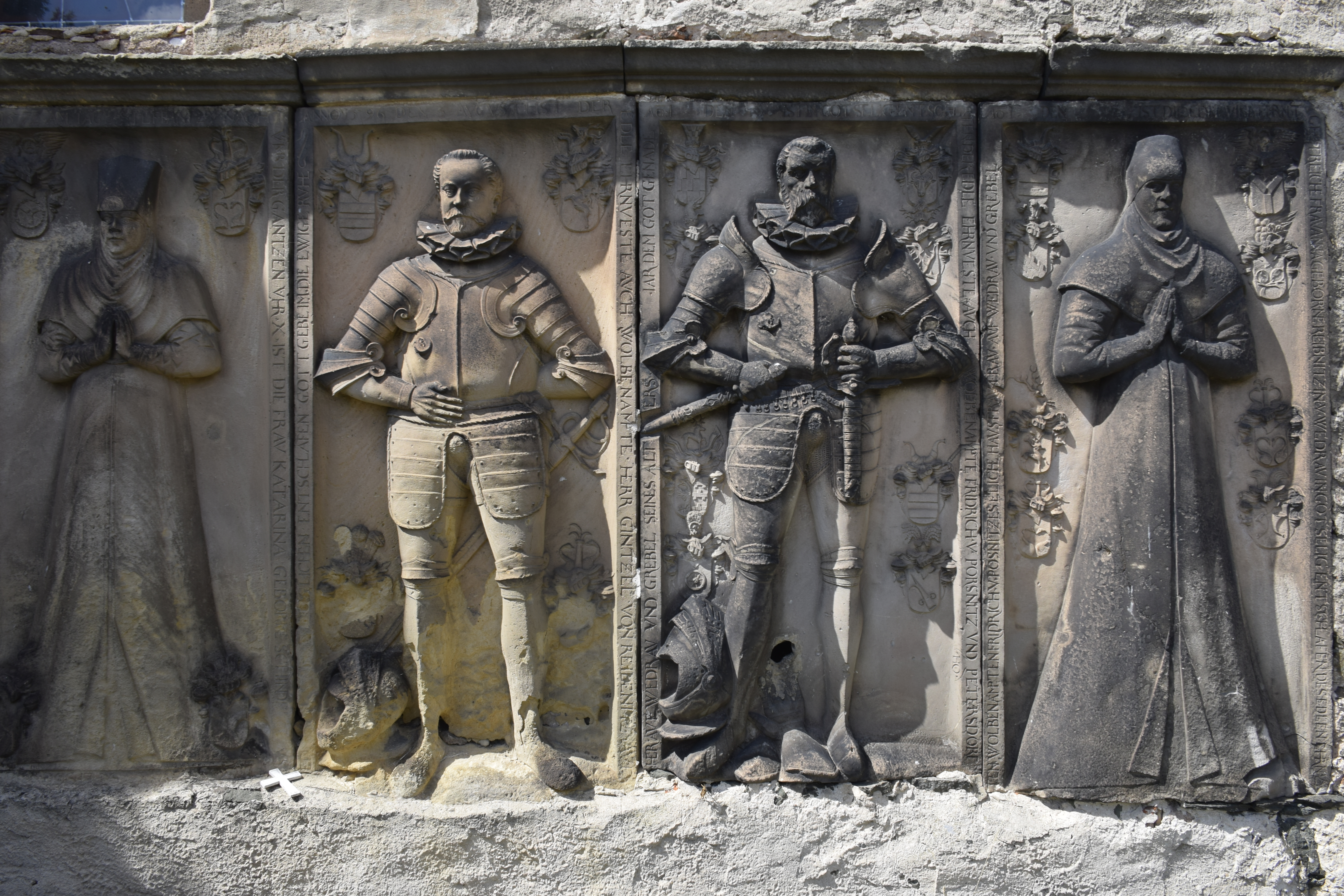
Od lewej:K. Schindel, G. mł. Reibnitz, F. Borschnitz, A. Reibnitz
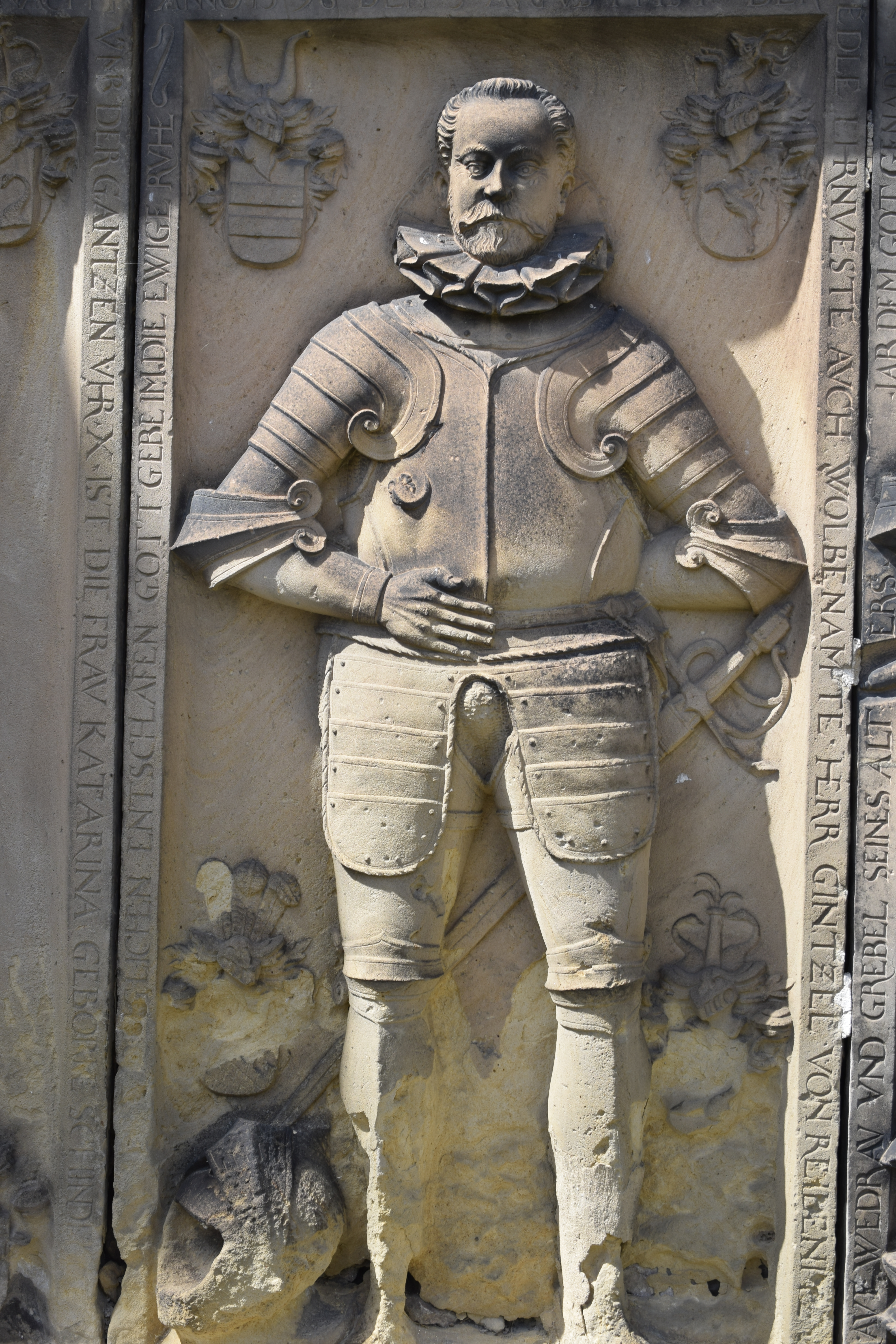
Epitafium Günzela mł. Reibnitz
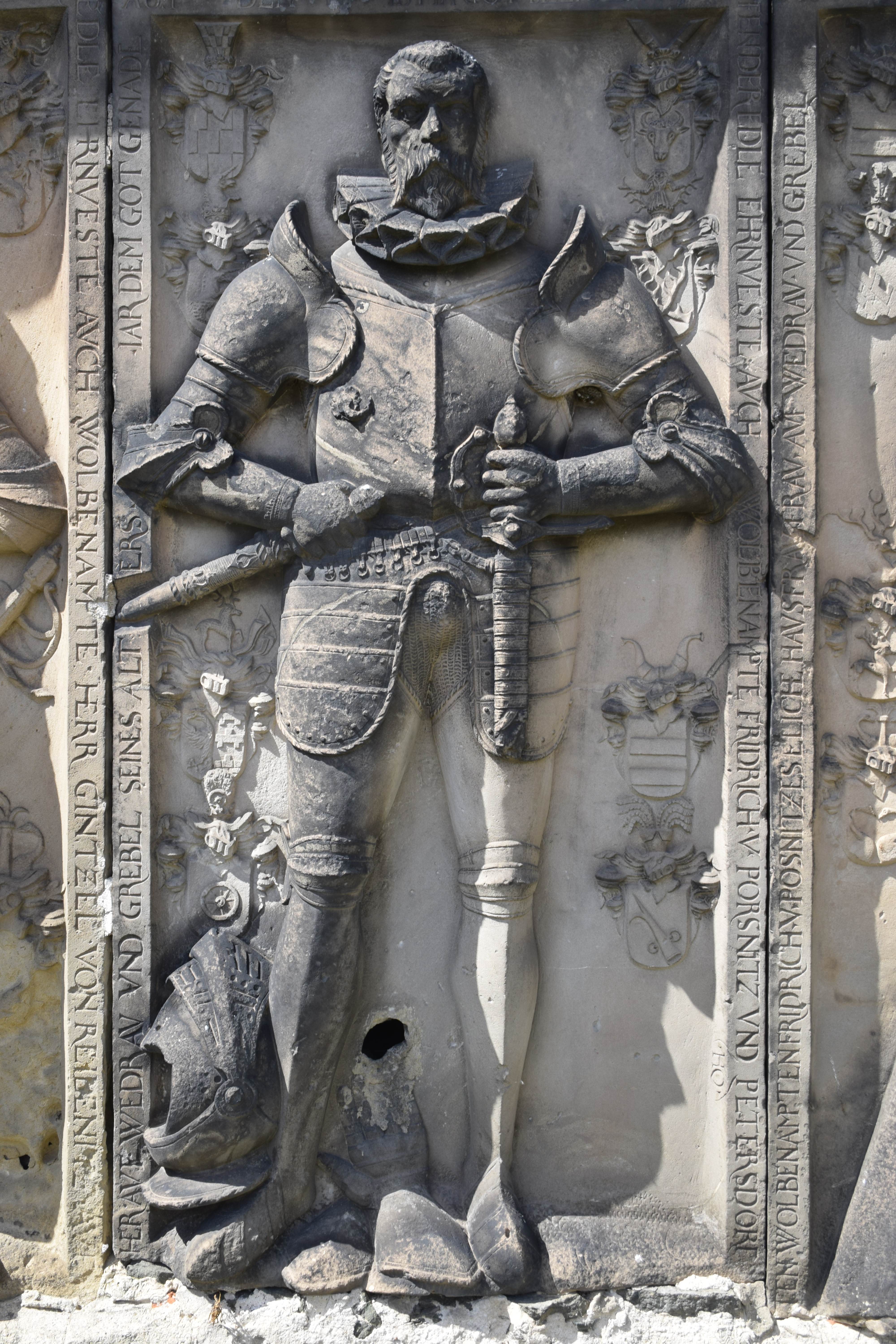
Epitafium Fridricha Borschnitz
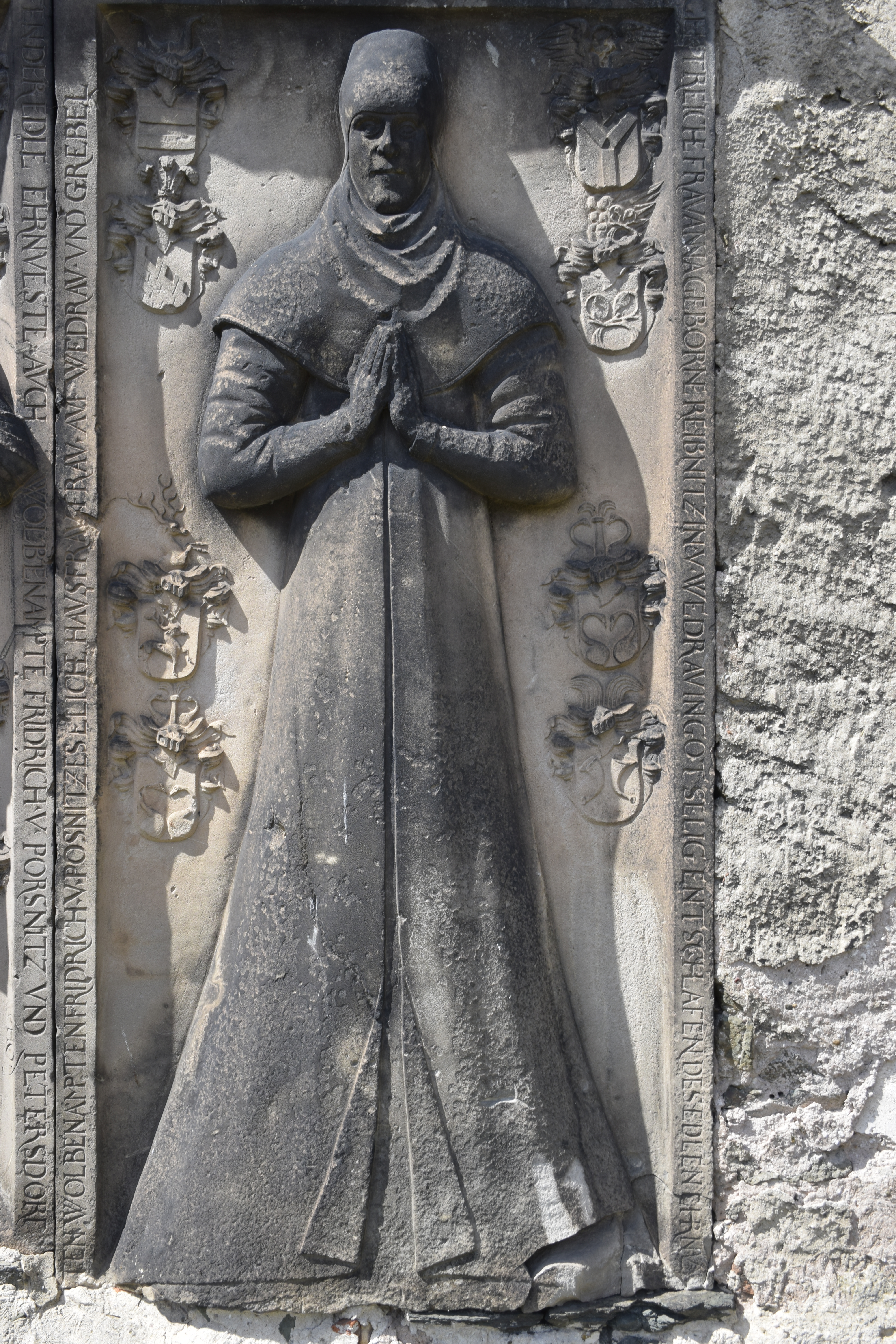
Epitafium Anny Reibnitz
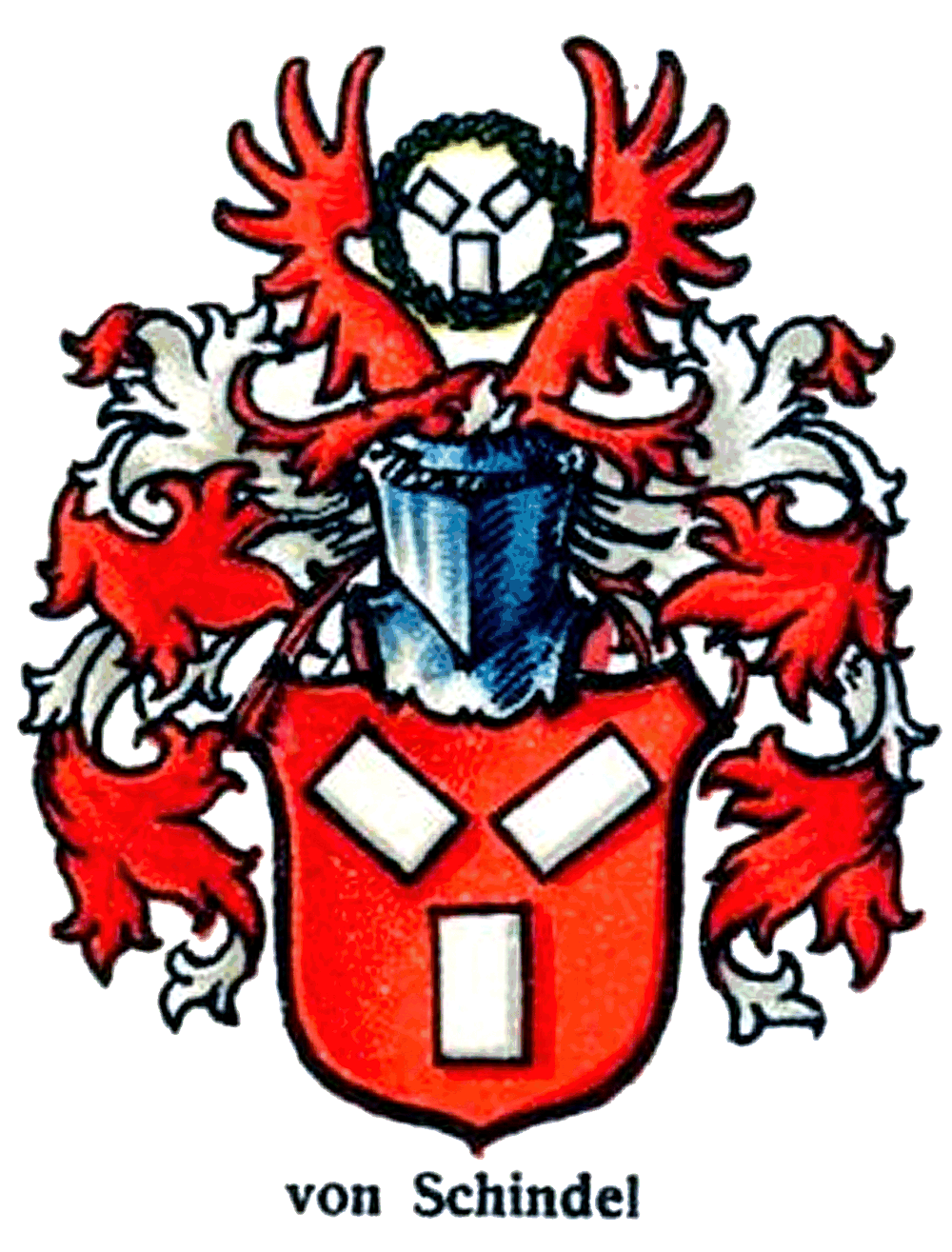
Schindel
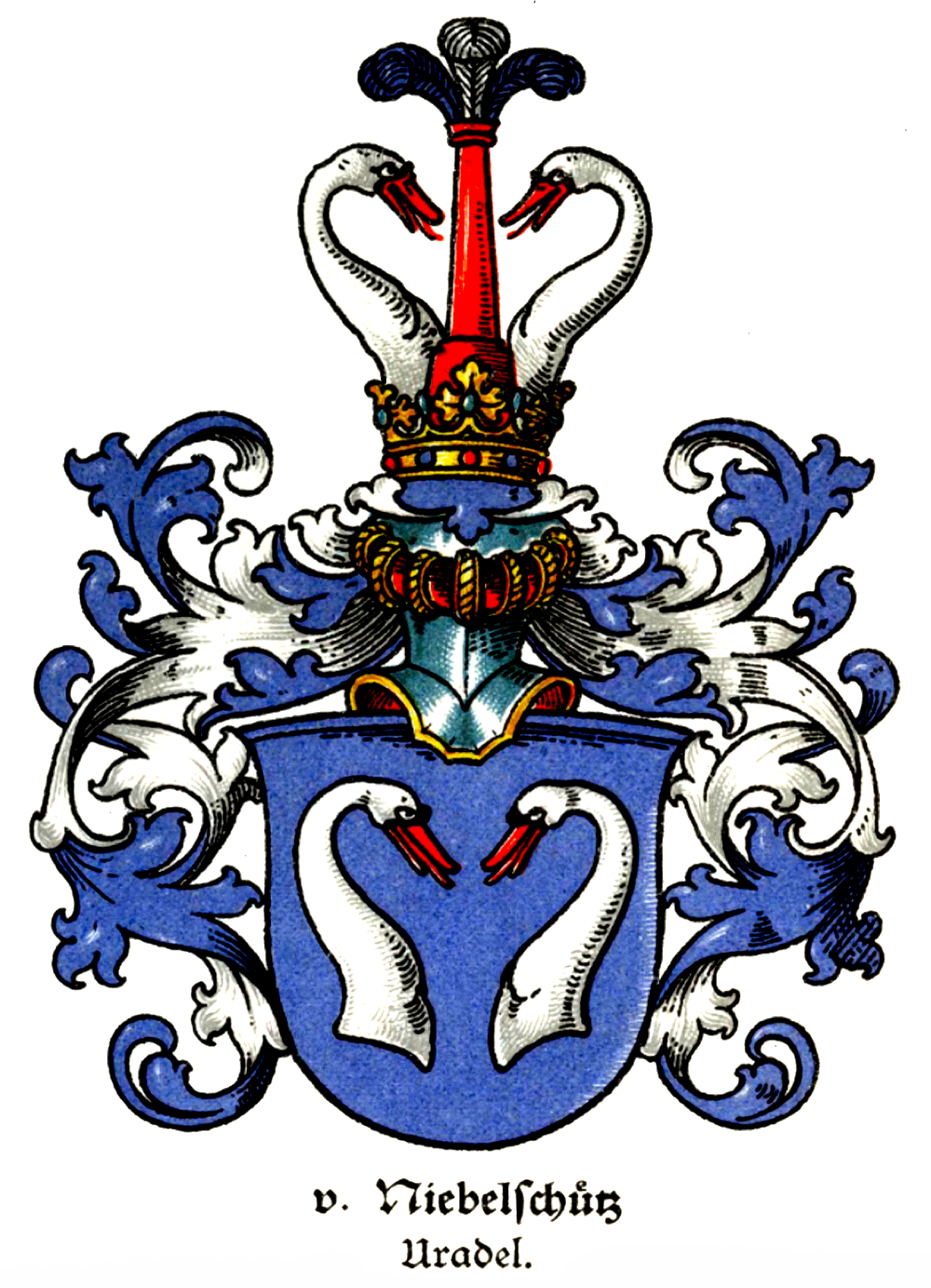
Niebelschütz
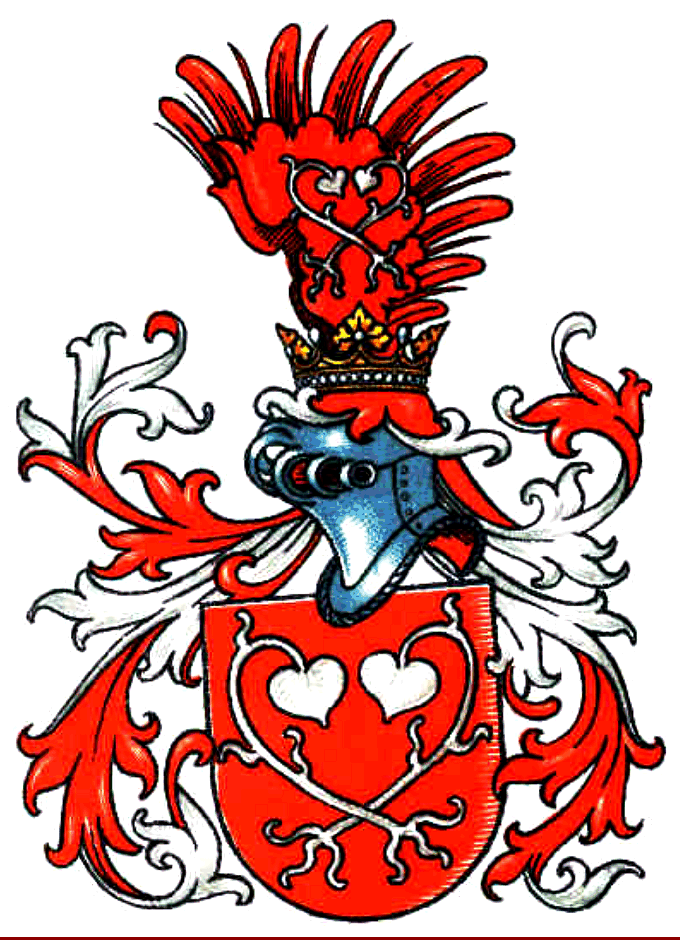
Stosch
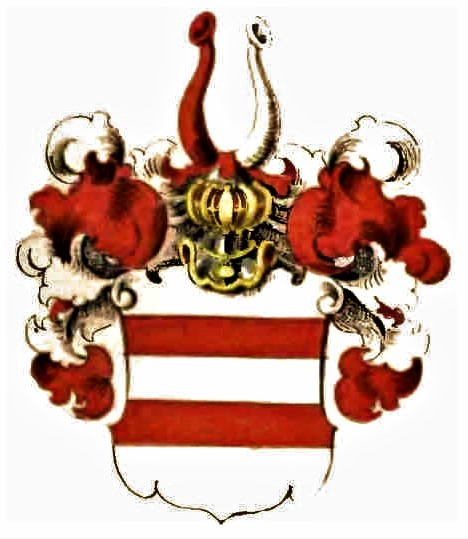
Reibnitz
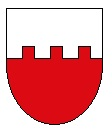
Predel (tarcza)